# Loi d'Omori
Pour les articles homonymes, voir Ōmori.
La loi d'Omori, ou loi d'Omori-Utsu, est une loi statistique définissant la décroissance du nombre de répliques se produisant après un séisme. Elle est découverte en 1893 par le sismologue japonais Fusakichi Ōmori sur la séquence sismique suivant le séisme de 1891 à Nōbi, et prédit une décroissance de l'activité sismique en {\displaystyle \left({\frac {1}{t}}\right)^{p}}, où t est le temps après le séisme principal et p une constante comprise entre 1 et 1,4.

## Description des caractéristiques des séismes
La loi d'Omori, avec la loi de Gutenberg-Richter, qui définit que la fréquence des séismes dépend de leur magnitude (plus la magnitude est grande, moins il y a de séismes), est une des deux lois empiriques que les sismologues ont pu déterminer, depuis très longtemps, pour caractériser les grands séismes, après l'examen de très nombreuses données issues des catalogues de sismicité.
Les processus physiques régissant ces lois empiriques sont cependant encore assez mal connus.
Il y a par exemple une divergence d'opinion entre les scientifiques à propos de l'interprétation de la loi d'Omori. Certains défendent l'idée que le chercheur a seulement proposé une formule qui s'adaptait aux données recueillies, et remplacent cette formule par une loi de puissance avec un exposant négatif. Pour d'autres, elle aurait une profonde signification dans le domaine de la physique. On peut montrer par exemple que la formulation originale de 1893 présente une bonne corrélation avec les mécanismes de destruction des roches tels qu'ils sont à présent connus à l'hypocentre des séismes,.

Une diminution anormale du déroulement des répliques, sous le seuil prévu par la loi d'Omori, peut annoncer une réplique puissante.

## Étude des volcans
On peut comparer les propriétés de l'endommagement dû à des éruptions avec les caractéristiques des séismes précurseurs et des répliques dans le domaine classique de la sismologie. Le taux de sismicité après une éruption volcanique suit une loi de puissance similaire à la loi d'Omori, avec cependant une vitesse moins grande pour les éruptions que pour les tremblements de terre.